# Челле-ди-Макра
Челле-ди-Макра (итал. Celle di Macra) — коммуна в Италии, располагается в регионе Пьемонт, в провинции Кунео.
Население составляет 111 человек (2008 г.), плотность населения составляет 4 чел./км². Занимает площадь 30 км². Почтовый индекс — 12020. Телефонный код — 0171.
Покровителем коммуны почитается святой Иоанн Креститель, празднование 24 июня.

## Демография
Динамика населения:

## Администрация коммуны
- Официальный сайт: http://www.comune.celledimacra.cn.it/